# 44103 Aldana
44103 Aldana este un asteroid din centura principală de asteroizi.

## Descriere
44103 Aldana este un asteroid din centura principală de asteroizi. A fost descoperit pe 4 aprilie 1998 la Teide de R. Casas. El prezintă o orbită caracterizată de o semiaxă mare de 2,30 ua, o excentricitate de 0,09 și o înclinație de 7,1° în raport cu ecliptica.